# After Armageddon Gaiden: Majū Tōshōden Eclipse
After Armageddon Gaiden: Majū Tōshōden Eclipse (アフターハルマゲドン外伝 魔獣闘将伝エクリプス Afutā Harumagedon Gaiden: Majū Tōshōden Ekuripusu?) es un videojuego de rol desarrollado por Pandora Box y distribuido por Sega para el periférico Sega CD. Se lanzó el 11 de noviembre de 1994 de forma exclusiva en Japón.

## Jugabilidad
Es un videojuego de rol por turnos en el que el jugador controla a un grupo de demonios en un mundo postapocalíptico. El combate tuvo una serie de mejoras respecto a su antecesor, cambiándolo por un sistema parecido al de los Final Fantasy de 16 bits. Cada miembro del grupo tiene un indicador que se va llenando con el tiempo, al llenarse se podrá realizar una acción; atacar, defender, magia, correr, entre otros. Se aumentó la velocidad del ritmo de las batallas. Los monstruos y enemigos cuentan con animaciones cuando atacan o usan hechizos, a diferencia del juego anterior donde los personajes se limitaban a deslizarse por la pantalla. La acción de bloquear evitará todo el daño recibido.
El título tiene la característica de poder ajustar la frecuencia en la que se entra en combate desde el menú en cualquier momento. Hay tres configuraciones: batallas cada pocos pasos, frecuencia normal y casi nunca. Los jefes poseen una alta dificultad, por lo que el juego requiere de luchar contra un gran número de enemigos para ganar experiencia y subir de nivel.
Como en Last Armageddon, se puede acceder a una tienda desde el menú. Mientras más nivel tenga el grupo, se desbloquearán distintos artículos y equipo.

## Argumento
La historia tiene lugar en el futuro, en un mundo paralelo llamado Eclipse, cientos de años después de la extinción de la humanidad debido a un holocausto nuclear. Los demonios ahora son los gobernantes del planeta, guiados por el tirano Volzark. Bajo su gobierno, mandó a sus monstruos a formar pueblos, criar humanos en granjas y actuar de manera más civilizada. El desarrollo del juego se centra en cinco demonios como protagonista: Radune el dragón, Jakos el ifrit, Dhalzam el golem, Freya la súcubo y Loperus el limo; los guerreros más poderosos de Volzark durante la guerra, pero ahora son vagabundos que buscan un propósito en el mundo. Sus viajes los llevan por una extraña serie de eventos, comienzan a descubrir la historia de las antiguas civilizaciones de la Atlántida y del continente perdido Mu y el origen de los suyos. Al llegar al último lugar, se encuentran con su antiguo gobernante, Ra Mu, quien les ordena cumplir su voluntad y limpiar la Tierra de criaturas inferiores. El grupo se niega y, como resultado, la entidad desencadena una catástrofe celestial y acaba con la mayor parte de la vida en el planeta, como aparentemente lo ha hecho muchas veces antes. El equipo se aventura a través de este mundo en ruinas y se encuentra con el rey Sol de la Atlántida, quien les dice que encuentren los espíritus de diez demonios muertos, restauren sus recuerdos y, una vez hecho esto, obtendrán la fuerza para derrotar a Ra Mu.

## Desarrollo
Después de que la rumoreada secuela de Last Armageddon fuese cancelada debido a la disolución de Brain Grey, Ijima, diseñador del juego y luego jefe de Pandora Box, tomó algunos conceptos para desarrollar lo que sería su sucesor espiritual. After Armageddon Gaiden se lanzó muy tarde en el ciclo de vida de la Sega CD, solo unas pocas semanas antes del lanzamiento de la Sega Saturn. Working Designs planeó publicar el juego para occidente bajo el título «A Side Story of Armageddon» en 1995, pero fue cancelado debido a que la Sega CD había perdido apoyo en Estados Unidos.